# Arleta (Los Angeles)
Pour les articles homonymes, voir Arleta.
Arleta est un quartier de la ville de Los Angeles en Californie situé dans la vallée de San Fernando.
C'est dans ce quartier qu'a été tournée une partie de la trilogie " Retour vers le futur " plus précisément la maison des McFly.

## Démographie
Le Los Angeles Times considère le quartier comme modérément diverse du point de vue ethnique, 71,7 % de la population étant hispanique, 13,2 % blanche non hispaniques, 11,0 % asiatique, 2,2 % afro-américaine, et 1,9 % appartenant à une autre catégorie ethno-raciale.